# Umm Kalzum
Fatima Ibrahim as-Sayed El-Beltagi (en árabe: فاطمة إبراهيم السيد البلتاجي; c. 4 de mayo de 1904-3 de febrero de 1975), más conocida por su nombre artístico Umm Kulthum o bien Om Kalsoum (أم كلثوم IPA:/ʔumm kalθūm/), fue una cantante, compositora y actriz de cine egipcia activa desde la década de 1920 hasta la de 1970. Era conocida por su habilidad vocal y su estilo único y fue un auténtico fenómeno social en los años 50 y 60. Sus álbumes figuran entre los más vendidos en el mundo, con unos 80 millones de ejemplares en total, lo que la convirtió en una de las cantantes más vendidas de todos los tiempos del mundo árabe.
Se le dio el título honorífico de Astro de Oriente (Kawkab al-Sharq, ,كوكب الشرق), y se la conoció también como la Señora de la Canción Árabe (سيدة الغناء العربي, Sayyīdat al-Ginā' al-Arabi), «la voz de Egipto», «la cuarta pirámide de Egipto» y «el ruiseñor del Nilo» Se la considera un icono nacional en su Egipto natal y una de las «grandes» del canto árabe junto con Mohammad Abdel Wahab, Abdel Halim Hafez y Farid al-Atrash.
Su nombre ha sido transcrito de diversas maneras en las lenguas europeas: Oum Kalsoum, Om Kalsoum, Om Kolthoum, Om Kolthum o Oum Kalthoum. En la transcripción SATTS: ʾUmm Kulṯūm.

## Biografía

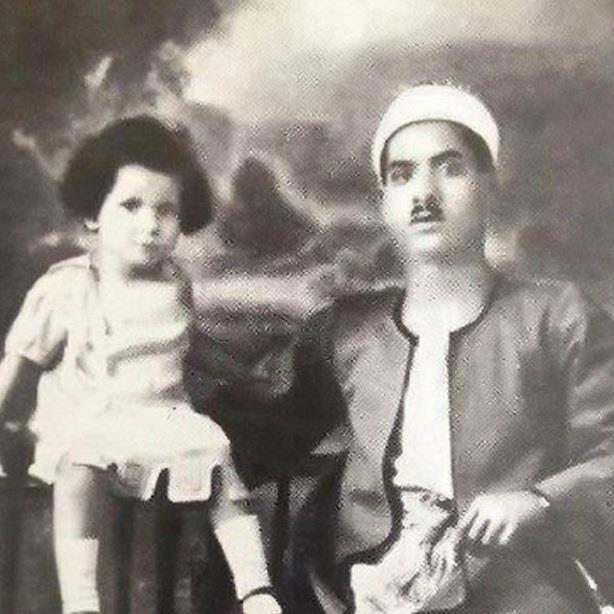
Umm Kalzum junto a su padre.

Umm Kalzum nació en Tamay az-Zahayra (Gobernación de Dacalia, Egipto), en el seno de una familia con antecedentes religiosos. Su padre, Ibrahim El-Sayyid El-Beltagi, era un imán del área rural egipcia y su madre, Fatmah El-Maleegi, era una ama de casa. Su fecha de nacimiento no está confirmada, ya que por esa época el registro de nacimiento era usado sólo en algunas localidades de Egipto. Algunas fuentes afirman que nació el 31 de diciembre de 1898, el 31 de diciembre de 1904 o el 4 de mayo de 1904. Aprendió a cantar escuchando a su padre enseñarle a su hermano mayor, Khalid. Desde muy joven, mostró un talento excepcional para el canto. Con su padre, aprendió a recitar el Corán y, según se dice, memorizó todo el libro. Cuando tenía 12 años, su padre la vistió de varón y la incorporó a un pequeño conjunto familiar que él dirigía. A continuación, se unió como una voz de apoyo, al principio simplemente repitiendo lo que cantaban los demás. Se vestía de niño al estilo beduino, con lo que su padre evitaba la reprobación de tener una niña en el escenario.
A la edad de 16 años se fijó en ella al famoso cantante Abu l-Ala' Muhammad, que le enseñó el antiguo repertorio árabe clásico. Unos años más tarde, conoció al famoso compositor y laudista Zakariyya Ahmad, quien la invitó a viajar a El Cairo. Aunque hizo varias visitas a la ciudad a principios de la década de 1920, esperó hasta 1923 antes de mudarse allí de forma permanente. Fue invitada en varias ocasiones a la casa de Amin Beh Al Mahdy, quien le enseñó a tocar el laúd árabe. Desarrolló una relación cercana con Rawheya Al-Mahdi, la hija de Amin, y se convirtió en su mejor amiga. Umm Kulthum incluso asistió a la boda de la hija de Rawheya, aunque normalmente prefería evitar aparecer en público (fuera del escenario).

## Trayectoria

### Inicio

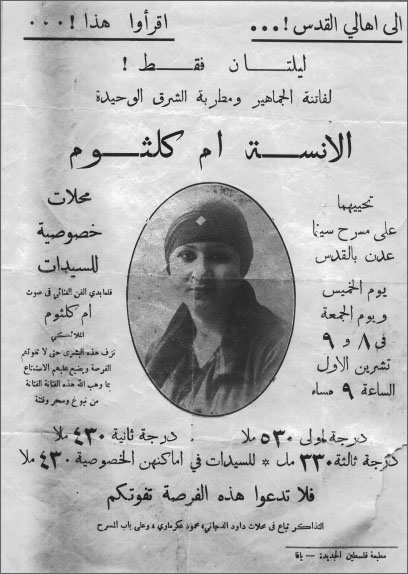
Cartel que anuncia una actuación de Umm Kalzum en Jerusalén el 1 de enero de 1930.

Durante los primeros años de su carrera, se enfrentó a la competencia acérrima de dos cantantes prominentes: Mounira El Mahdeya y Fathiyya Ahmad, quienes tenían voces similares. Un amigo de El Mahdeya, que trabajaba como editor en Al-Masra, sugirió varias veces que Umm Kalzum debió haberse casado con uno de los invitados que visitaba con frecuencia su hogar, hasta el punto de que su padre decidió regresar al pueblo de donde venían junto con su familia. Su padre sólo cambiaría de opinión tras los persuasivos argumentos de Amin Al Mahdi. Después, Umm Kalzum hizo una declaración pública con respecto a las visitas en su hogar, que anunció que no recibiría. En 1923 firmó un contrato con Odeon Records, que en 1926 le pagaría más que cualquier otro artista musical egipcio por disco.
Amin Al Mahdi le dio la bienvenida a los círculos culturales de El Cairo. En 1924, conoció al poeta Ahmed Rami, que iba a escribir 137 canciones para ella y también la introdujo en la literatura francesa y finalmente se convirtió en su mentor principal en literatura árabe y análisis literario. En 1926, dejó Odeon Records por Gramophone records, quienes le pagarían aproximadamente el doble por grabación e incluso le dieron un ingreso anual adicional de 10 000 dólares. También mantuvo una imagen pública muy bien gestionada, lo que sin duda contribuyó a su atractivo. Además, conoció al reconocido virtuoso y compositor del laúd árabe Mohamed El Qasabgi, quien la presentó en el Palacio del Teatro Árabe, donde experimentaría su primer éxito de público real. Otros músicos que influyeron en sus actuaciones musicales en ese momento fueron Dawwod Hosni o Abu al-Ila Muhammad. Este último la instruyó en el control de su voz y variantes de la moaxaja árabe. En 1932, su fama como cantante aumentó a través de las ventas de sus discos hasta el punto en que se embarcó en una importante gira por Oriente Medio y el norte de África, actuando en importantes capitales árabes como Damasco, Bagdad, Beirut, Rabat, Túnez y Trípoli.

### Fama y consolidación

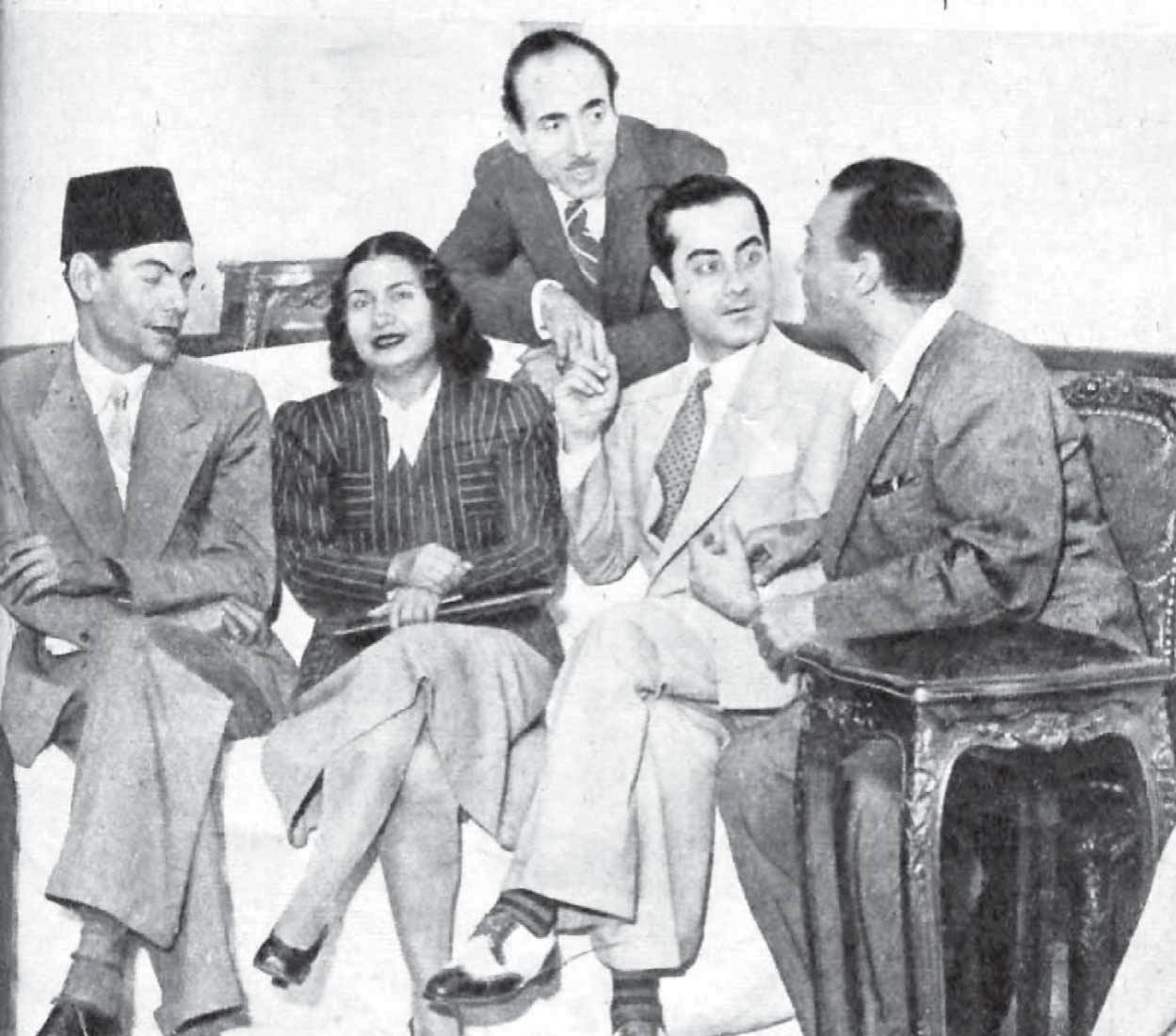
Umm Kalzum con algunos de los nombres más destacados de la música clásica egipcia. De izquierda a derecha: Riad Al Sunbati, Mohamed El Qasabgi, Farid al-Atrash y Zakariyya Ahmad.

En 1934, Umm Kalzum cantó para la transmisión inaugural de Radio Cairo, la emisora estatal. A partir de entonces, actuó en un concierto el primer jueves de cada mes durante cuarenta años. Su influencia siguió creciendo y expandiéndose más allá de la escena artística: la familia real reinante solicitaba conciertos privados e incluso asistía a sus actuaciones públicas.[cita requerida]
En 1944, el rey Faruq de Egipto la condecoró con la orden de más alto nivel (Nishan al-Kamal), una condecoración reservada exclusivamente a miembros de la familia real y políticos. A pesar de este reconocimiento, la familia real se opuso rígidamente a su posible matrimonio con el tío del rey, un rechazo que hirió profundamente su orgullo y la llevó a distanciarse de la familia real y abrazar causas de base, como responder a la petición de la legión egipcia atrapada en Al-Faluja durante la guerra árabe-israelí de 1948 para cantar una canción en particular. Entre los hombres del ejército atrapados estaban las figuras que iban a liderar la revolución incruenta del 23 de julio de 1952, entre los que destacaba Gamal Abdel Nasser.[cita requerida]
Después de la revolución, el gremio de músicos egipcios del que se convirtió en miembro (y finalmente presidente) la rechazó porque había cantado para el entonces depuesto rey Faruq de Egipto. Cuando Nasser descubrió que sus canciones tenían prohibido ser transmitidas por la radio, supuestamente dijo algo como «¿Qué están locos? ¿Quieres que Egipto se vuelva contra nosotros?». Más tarde, Nasser programaría sus discursos para que no interfirieran con las actuaciones de radio de Umm Kalzum.
Algunos afirman que la popularidad de Umm Kalzum ayudó a la agenda política de Nasser. Por ejemplo, los discursos de Nasser y otros mensajes del gobierno se transmitían con frecuencia inmediatamente después de sus conciertos de radio mensuales. Cantó muchas canciones en apoyo de Nasser, con quien desarrolló una estrecha amistad. Una de sus canciones asociadas con Nasser, «Wallāhi Zamān, Yā Silāḥī» («Ha pasado mucho tiempo, oh arma mía»), fue adoptada como el himno nacional egipcio desde 1960 hasta 1979, cuando el presidente Anwar el-Sadat lo revocó debido a las negociaciones de paz con Israel y lo reemplazó por el menos militante «Bilady, Bilady, Bilady», que sigue siendo el himno de Egipto.
Umm Kalzum también era conocida por sus continuas contribuciones a las obras de apoyo a los esfuerzos militares egipcios. Hasta 1972, durante aproximadamente medio siglo, dio al menos un concierto mensual. Estos conciertos mensuales eran famosos por su capacidad para despejar las calles de algunas de las ciudades más pobladas del mundo cuando la gente corría a casa para sintonizarlos.
Paralelamente a su carrera de cantante impulsó su carrera como actriz. En 1936 debutó como actriz en la película Weddad de Fritz Kramp. Durante su carrera, actuaría en cinco películas más, de las cuales cuatro serían dirigidas por Ahmed Badrakhan, de las que Salamah y Fatmah serían las más aclamadas.

### Edad de oro

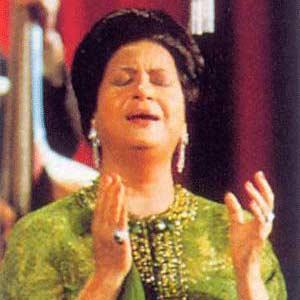
Umm Kalzum, después de 1965.

Las direcciones musicales de Umm Kalzum en la década de 1940 y principios de la de 1950 y su estilo de interpretación maduro llevaron a este período a ser conocido popularmente como «la edad de oro». De acuerdo con el gusto popular cambiante, así como con sus propias inclinaciones artísticas, a principios de la década de 1940, solicitó canciones al compositor Zakariyya Ahmad y al poeta coloquial Mahmud Bayram el-Tunsi en estilos considerados indígenas egipcios. Esto representó una desviación dramática de las canciones románticas modernistas de la década de 1930, principalmente dirigidas por Mohammad El-Qasabgi. Umm Kalzum se había abstenido de cantar la música de Qasabgi desde principios de la década de 1940. Su última colaboración en una canción escénica en 1941 fue «Raq el Habib» («El corazón del amante se ablanda»), una de sus canciones más populares, intrincadas y de alto calibre.
El motivo de la separación no está claro. Se especula que esto se debió en parte al fracaso popular de la película Aida, en la que Umm Kalzum cantaba sobre todo las composiciones de Qasabgi, incluida la primera parte de la ópera. Qasabgi estaba experimentando con la música árabe, bajo la influencia de la música clásica europea, y estaba componiendo mucho para Asmahan, una cantante que emigró a Egipto desde Siria y fue la única competidora seria de Umm Kalzum antes de la muerte de Asmahan en un accidente automovilístico en 1944.
Al mismo tiempo, Umm Kalzum comenzó a depender en gran medida de un compositor más joven que se unió a su equipo artístico unos años antes: Riad Al Sunbati. Si bien este fue evidentemente influenciado por Qasabgi en esos primeros años, las líneas melódicas que compuso eran más líricas y más aceptables para la audiencia de la cantante. El resultado de colaboraciones con Rami/Sonbati y al-Tunisi/Ahmad fue un repertorio populista y popular que tuvo un atractivo duradero para la audiencia egipcia.
En 1946, Kalzum desafió todas las probabilidades al presentar un poema religioso en árabe clásico. «Salou Qalbi» (Pregunta a mi corazón) fue escrito por Ahmad Sawqi y compuesto por Riad Al Sunbati. El éxito fue inmediato y volvió a conectar a Umm Kalzum con sus primeros años como cantante. Sunbati compuso posteriormente poemas similares escritos por Shawqi y cantados por ella, incluido «Woulida el Houda» (El profeta nace, 1949), en el que sorprendió a los realistas cantando un verso que describe al profeta Mahoma como «el imán de socialistas».
En la cima de su carrera, en 1950, Umm Kalzum cantó la composición de Sunbati de extractos de lo que Ahmad Rami consideraba el logro de su carrera: la traducción del persa al árabe clásico de las cuartetos de Omar Jayam (Rubaiyat). La canción incluía cuartetos que tratan tanto del epicureísmo como de la redención. El poema de Ibrahim Nagi «Al Atlal» (Las ruinas) lo cantó Kalzum en una versión personal y en una melodía compuesta por Sunbati y estrenada en 1966 y se lo considera una canción de su firma. Como sus habilidades vocales habían retrocedido considerablemente para entonces, la canción puede verse como el último ejemplo de música árabe genuina en un momento en que incluso ella había comenzado a transigir cantando piezas de influencia occidental compuestas por su antiguo rival Mohammad Abdel Wahab. En 1953, Umm Kalzum se casó con su médico Hasan al-Hafnawi. Su popularidad fue en aumento. Sus comentaristas occidentales suelen recordar un concierto en 1967 en el Olympia de París, ante centenares de emigrantes árabes llegados de toda Europa.
La duración de sus canciones en la interpretación no se fijó, ya que a petición de la audiencia de más repeticiones, repetía las líneas solicitadas en forma extensa y sus actuaciones generalmente duraban hasta cinco horas, durante las cuales se cantaban tres canciones. Por ejemplo, las representaciones en vivo disponibles (unas 30) de «Ya Zalemni», una de sus canciones más populares, variaron en duración de 45 a 90 minutos, dependiendo de su estado de ánimo creativo para las improvisaciones, lo que ilustra la relación dinámica entre la cantante y el público mientras se alimentaban de la energía emocional del otro. Una técnica de improvisación, que era típica del antiguo canto árabe clásico y que ejecutó durante todo el tiempo que pudo (tanto sus habilidades vocales en retroceso con la edad como la creciente occidentalización de la música árabe se convirtieron en un impedimento para este arte), fue repetir una sola línea o postura una y otra vez, alterando sutilmente el énfasis emotivo y la intensidad y explorando una o varias escalas modales musicales (maqam) cada vez para llevar a su audiencia a un estado eufórico y extático conocido en árabe como tarab. Sus conciertos solían transmitirse desde el jueves a las 21:30 hasta las primeras horas de la mañana del viernes.

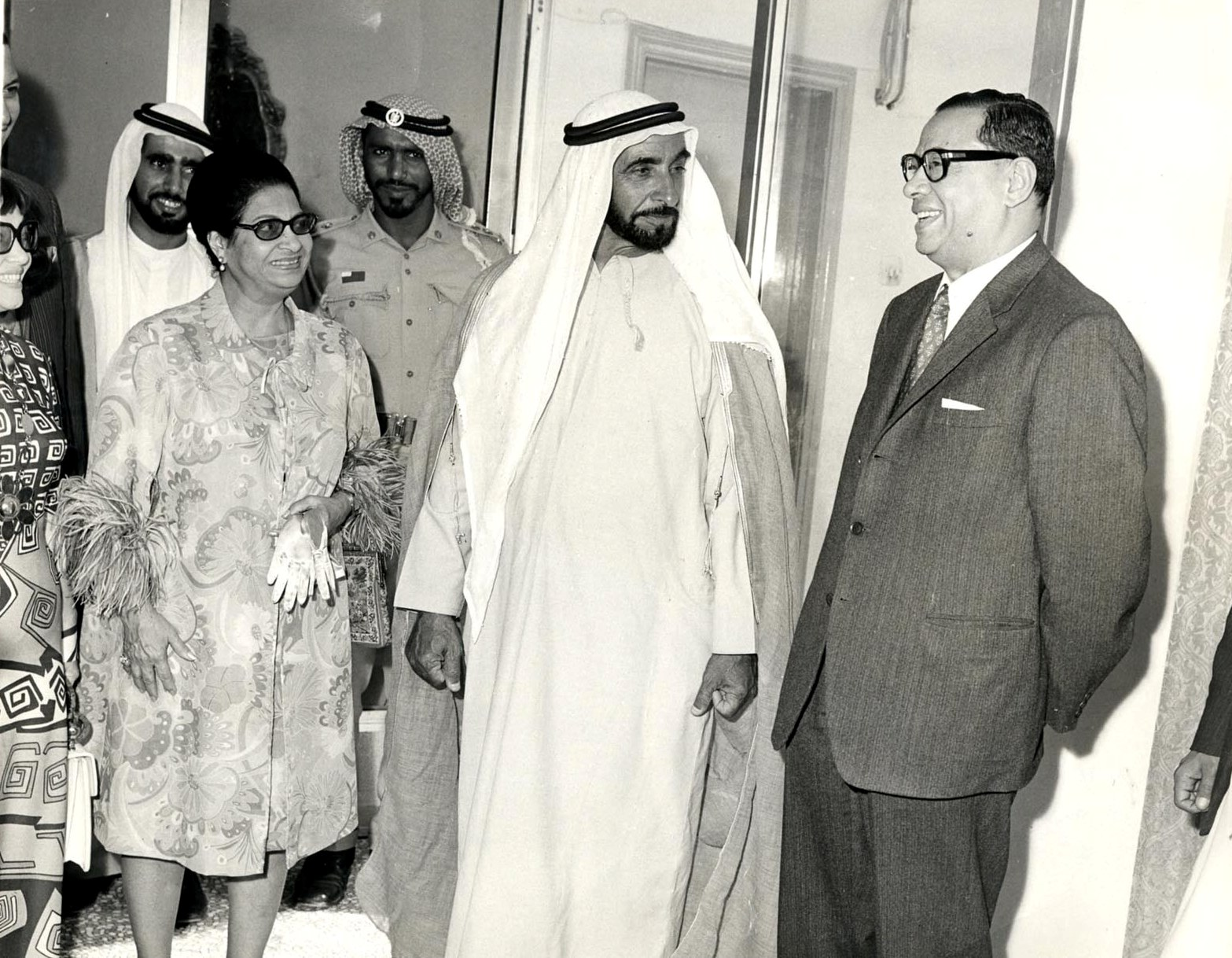
Umm Kalzum con Zayed bin Sultan Al Nahyan en Abu Dhabi en 1971.

Alrededor de 1965, comenzó a colaborar con el compositor Mohammad Abdel Wahab. Su primera canción compuesta por él fue «Inta Omri» (Eres mi vida). Según André Chouraqui, en mayo de 1967, justo antes de la Guerra de los Seis Días, se la escuchó en Radio El Cairo y Radio Damas cantando «Masacre, masacre, masacre y no tengáis piedad ...» hacia los israelíes sionistas. Según Frédéric Lagrange, profesor de la Universidad de la Sorbona de París y especialista en música árabe, «se trata de una leyenda urbana difundida por personas poco informadas que harían bien en comprobar la realidad de sus informaciones antes de publicarlas». Otra fuente menciona la creación de una canción de guerra. Laura Lohman ha identificado varias otras canciones de guerra creadas para ella en ese mismo período. En 1969 le siguió otra, «Asbaha al-Ana 'indi Bunduqiyyah» (Ahora tengo un rifle).
Sus canciones adquirieron una calidad más profunda en 1967 tras la derrota de Egipto durante la Guerra de los Seis Días. «Hadeeth el Rouh» (Sermón del alma), que es una traducción del «Shikwa» del poeta Mohammad Iqbal, estableció un tono muy reflexivo. Se dice que los generales de la audiencia se quedaron llorando. Tras la formación de los Emiratos Árabes Unidos en 1971, organizó varios conciertos por invitación de su primer presidente, Zayed bin Sultan Al Nahyan para celebrar el evento.
Umm Kalzum también cantó para los compositores Mohammed Al Mougui, Sayed Mekawy y Baligh Hamdi.

## Muerte

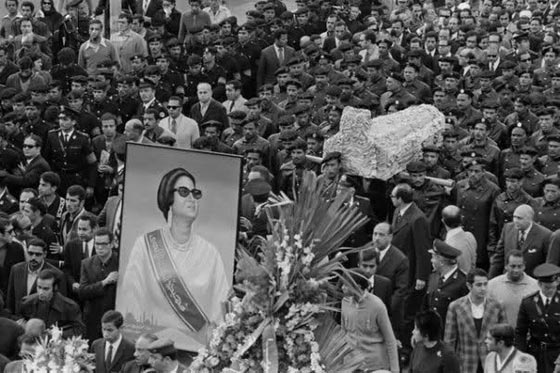
Funeral de Umm Kalzum.

Le fue diagnosticado un caso severo de nefritis a finales de los años 1960. En 1972, tras dar su último concierto en el Palacio del Nilo, los exámenes médicos indicaron que su enfermedad era incurable. Se trasladó a Estados Unidos, donde se benefició durante algún tiempo de la avanzada tecnología médica, pero en 1975, de regreso en su país, tuvo una grave crisis y fue hospitalizada. Egipto entero estuvo pendiente de su evolución y en su aldea natal la población entera recitó el Corán durante todo el día. Umm Kalzum murió en el hospital de El Cairo el 3 de febrero de ese mismo año, a los 76 años, de insuficiencia renal. Su funeral se convirtió en un evento nacional, al que asistieron más de 4 millones de egipcios afligidos, alineados en las calles al paso de su cortejo. Incluso se informó que la asistencia a su funeral atrajo a una audiencia mayor que la del difunto presidente en ese momento. En el área donde tuvo lugar la procesión fúnebre, el tráfico se cortó dos horas antes de la procesión. Los dolientes también obligaron a la procesión a cambiar de dirección y llevaron su ataúd a la prominente Mezquita de al-Azhar. Fue enterrada en un mausoleo cerca del mausoleo del Imam al-Shafi'i en la Ciudad de los Muertos en El Cairo.
Durante muchos años, la voz del Astro de Oriente acompañó a los árabes en la gran ilusión colectiva del renacimiento del mundo árabe tras la etapa colonial: el auge del panarabismo, la revolución egipcia, la nacionalización del canal de Suez y la unidad árabe. Su desaparición, poco después de la muerte de Nasser, marcó definitivamente el fin de una época.

## Obra

### Estilo
Sus canciones tratan principalmente de los temas universales del amor, el anhelo y la pérdida. Un concierto típico de Umm Kalzum consistía en la interpretación de dos o tres canciones durante un período de tres a cuatro horas. Estas actuaciones recuerdan en cierto modo la estructura de la ópera occidental, que consta de largos pasajes vocales unidos por breves interludios orquestales. Sin embargo, no fue influenciada estilísticamente por la ópera y cantó en solitario la mayor parte de su carrera.
Durante la década de 1930, su repertorio tomó la primera de varias direcciones estilísticas específicas. Sus canciones eran virtuosas, como correspondía a su voz recién entrenada y muy capaz, y románticas y modernas en estilo musical, alimentando las corrientes predominantes en la cultura popular egipcia de la época. Trabajó extensamente con textos del poeta romántico Ahmad Rami y el compositor Mohamed El Qasabgi, cuyas canciones incorporaron instrumentos europeos como el violonchelo y el contrabajo, además de armonía.
Umm Kalzum es el exponente más famoso de la llamada canción árabe. Se la conocía como la «Señora del canto árabe» y también como el «Astro de Oriente». Su figura era familiar: grande, con un imponente peinado y un vestido bordado hasta los pies, acompañada por su orquesta. Cantaba apretando un pañuelo de seda en su mano izquierda, donde, según la leyenda, escondía una bola de hachís que iba penetrando en su piel y le permitía ejecutar sus interminables canciones y mantener el torrente de voz.[cita requerida] Es poco probable que fuera así, aunque sí es cierto que sus canciones, de sólida raigambre árabe, duraban tanto que a menudo debía grabar versiones más reducidas para que cupieran en los discos de vinilo, a razón de una canción por disco. En sus actuaciones semanales en público, radiadas en directo por la cadena Sawt al-Qahira (La Voz de El Cairo) y escuchadas en todo el mundo árabe, realizaba variaciones e improvisaciones.

### Voz
Umm Kalzum tenía un registro vocal de contralto. Hay pocas cantantes contralto, la tesitura más baja de la voz femenina. Umm Kalzum era conocida por su habilidad para improvisar y se dice que nunca cantaba una pieza dos veces de la misma manera. Fue estudiante de Abu al-Ila Muhammad desde su llegada a El Cairo y hasta que él falleció en 1927. Le enseñó a adaptar la voz al significado y la melodía siguiendo la estética árabe tradicional.

### Discografía seleccionada
- Aghadan alqak («Shall I see you tomorrow?») (Maqam Ajam) (1971)
- Ana Fi Entezarak («I am waiting for you») (1943)
- Alf Leila wa Leila («One thousand and one nights») (Maqam Farahfaza) (1969)
- Arouh li Meen or Arooh Lemeen («Whom should I go to») (Maqam Rast) (1958)
- Al Atlal[47] («The Ruins») (Maqam Rahat Alarwah) (1966)
- Amal Hayati"; Sono («Hope of my life») (Maqam Ajam) (1965)
- Ansak Ya Salam («Forget you? Come on!») (1961) (Maqam Rast)
- Aqbal al-layl («Night has arrived») (1969)
- Araka asiya al-dam («I see you refusing to cry») (1964)
- Awwidt 'ayni («I accustomed my eyes») (1957) (Maqam Kurd)
- Baeed Anak («Away From You») (Maqam Bayati) (1965)
- Betfaker fi Meen («Who are you thinking of?») (Maqam Bayati) (1963)
- Dalili Ehtar («I am lost») (1955) (Maqam Kurd)
- Dhikrayatun (Qessat Hobbi or the story of my love or memories) (1955)
- El Hobb Kolloh[48] («All the love») (Maqam Rast) (1971)
- Ental Hobb («You are the love») (Maqam Nahwand) (1965)
- Es'al Rouhak («Ask yourself») (Maqam Hijaz Kar) (1970)
- Fakarouni («They reminded me») (Maqam Rast) (1966)
- Fit al-ma' ad («It is too late" or "The rendez-vous is over») Sono Cairo (Maqam Sika) (1967)
- Gharib' Ala Bab erraja («Stranger at the door of hope») (1955)
- Ghulubt asalih («Tired of forgiving») (1946)
- Hadeeth el Rouh («The talk of the soul») (Maqam Rahat Alarwah) (1967)
- Hagartek or Hajartak («I left you») EMI (1959)
- Hasibak lil-zaman («I will leave you to time») (1962)
- Hathehe Laylati («This is my night») (Maqam Bayati) (1968)
- Hayart Albi Ma'ak («You confused my heart») (Maqam Nahwand) (1961)
- Hakam 'alayna al-haw'a («Love has ordered me») (1973)
- Hobb Eih[49] («Which love») (Maqam Bayati) (1960)
- Howwa Sahih El-Hawa Ghallab («Is love really stronger?») (1960) (Maqam Saba)
- Inta Omri – Sono («You are the love of my life») (Maqam Kurd) (1964)
- Kull al-ahabbah («All the friends») (1941)
- La Diva – CD, EMI Arabia, 1998
- La Diva II – CD, EMI Arabia, 1998
- La Diva III – CD, EMI Arabia, 1998
- La Diva IV – CD, EMI Arabia, 1998
- La Diva V – CD, EMI Arabia, 1998
- Leilet Hobb («A night of love») (1973) (Maqam Nahawand)
- Lel Sabr Hedod («Patience has limits») (Maqam Sika) (1964)
- Lessa Faker («You still remember») (Maqam Ajam) (1960)
- Men Agl Aynayk («For your eyes») (1972)
- Othkorene («Remember me») (1939)
- Raq il Habeeb («My beloved tendered back») (1941)
- Retrospective – Artists Arabes Associes
- Rihab al-huda (al-Thulathiyah al-Muqaddisah) («The paths to repentance or the holy trinity») (1972)
- Rubaiyat Al-Khayyam («Quatrains of Omar Jayam») (Maqam Rast) (1950)
- Sirat el Houb («Tale of love») (Maqam Sika) (1964)
- Toof we Shoof («Wander and wonder») (1963)
- The Classics – CD, EMI Arabia, 2001
- Wi-darit il-ayyam («And time passed by») (Maqam Nahwand) (1970)
- Ya Karawan («O plover») (1926)
- Yali Kan Yashqiq Anini («You who enjoyed my cries») (1949)
- Ya Msaharny («You that keeps me awake at night») (1972) (Maqam Rast)
- Ya Zalemny («You who were unjust to me») (1954) (Maqam Kurd)
- Zalamna El Hob («Love has been unjust to us») (1962)

### Filmografía
- Weddad (1936)[24][25]
- Nashid al-Amal (1937)[50][51]
- Dananir (1940)[52][53]
- Aydah (1942)[54][55]
- Salamah (1945)[27][28]
- Fatmah (1947)[29][30]

## Legado

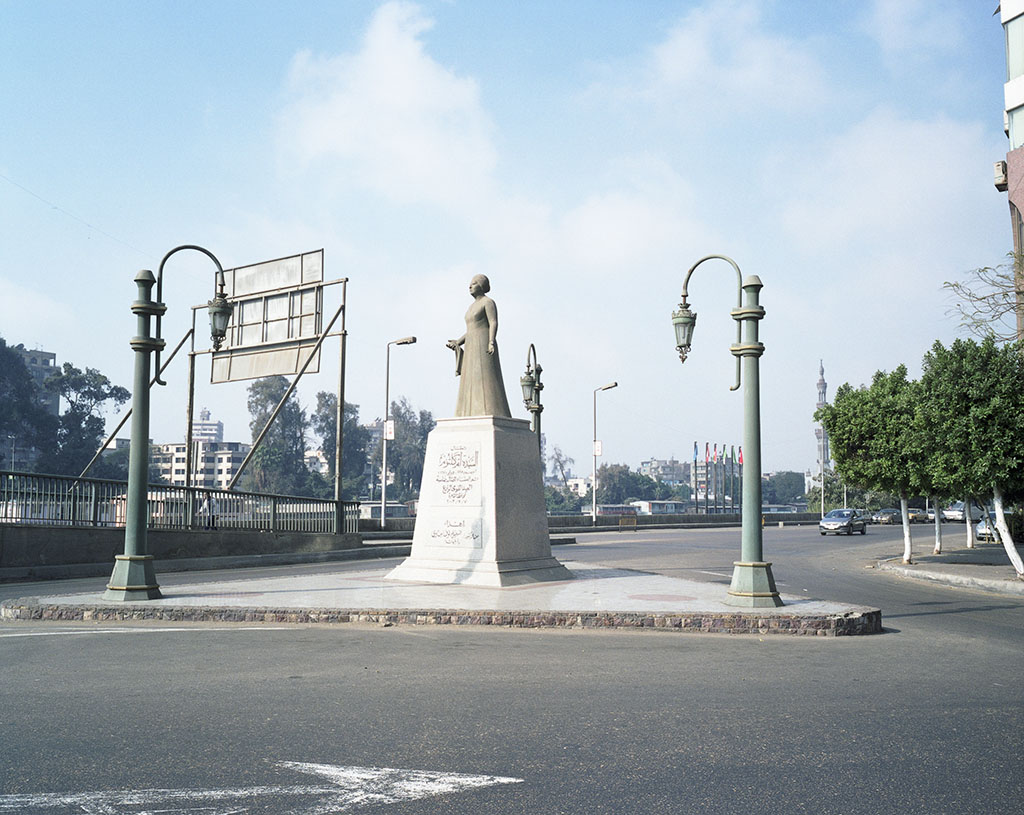
Monumento a Umm Kalzum en Zamalek (El Cairo). Está ubicado en el sitio de la antigua casa de la cantante.

Umm Kalzum está considerada como una de las cantantes más importantes de la historia de la música árabe, con una influencia significativa en varios músicos, tanto en el mundo árabe como más allá. Entre otros, Jah Wobble la ha reclamado como una influencia significativa en su trabajo. Bob Dylan ha sido citado elogiándola y afirmando «Ella es muy buena, ella realmente es genial», Maria Callas, que la considera la consideró la «Voz incomparable», Marie Laforêt, Bono, Robert Plant, entre muchos otros artistas, también son conocidos por ser admiradores de la música de Umm Kalzum. Youssou N'Dour, fan de ella desde la infancia, grabó su álbum de 2004 Egypt con una orquesta egipcia en homenaje a su legado. Una de sus canciones más conocidas, «Inta Omri», ha sido versionada y reinterpretada en numerosas ocasiones, como por ejemplo en el intro o versión de la canción «Ojos así» hecha por la cantante colombiana Shakira.
Charles de Gaulle se refirió a ella como «la Dama».[cita requerida] Es difícil medir con precisión su registro vocal en su punto máximo, ya que la mayoría de sus canciones fueron grabadas en vivo. Incluso hoy, ha conservado un estatus casi mítico entre los jóvenes egipcios. En 2001, el gobierno egipcio inauguró el Museo Kawkab al-Sharq (Estrella del Oriente) en memoria de la cantante. Ubicado en un pabellón en los terrenos del Palacio Manesterly de El Cairo, la colección incluye una variedad de posesiones personales de la cantante, incluidas sus gafas de sol y bufandas, junto con fotografías, grabaciones y otro material de archivo.
Los críticos y periodistas señalan que, si bien se sabía que ella había tocado a muchos artistas diferentes, también había tocado las vidas de millones de sus oyentes y fanáticos. Sus actuaciones combinaron emoción cruda y retórica política; fue muy influyente y habló de política a través de su música. Un ejemplo de esto se ve en su música interpretada después de la Segunda Guerra Mundial. El tema en la superficie era el amor, pero una interpretación más profunda de la letra, por ejemplo en la canción «Salue Qalbi», revela un cuestionamiento de los motivos políticos en tiempos de tensión política. La retórica política de Umm Kalzum en su música sigue siendo influyente hoy, no sólo en Egipto, sino en muchos otros países de Oriente Medio e incluso a nivel mundial. Umm Kalzum es recordada en Egipto, el Magreb y Oriente Próximo como una de las más grandes cantantes que han vivido, también es especialmente popular en Palestina entre sionistas y palestinos por igual, y sus discos siguen vendiéndose alrededor de un millón por año. Mai Farouk la describió como la mejor artista por ser la más difícil de interpretar.

### En la cultura popular
Se hace referencia a ella extensamente en la letra de la balada central «Omar Sharif» en el musical The Band's Visit. Un collar con 1888 perlas, que recibió de Zayed bin Sultan Al Nahyan, se exhibe en el Louvre Abu Dabi.
En enero de 2019, en el festival Winter in Tantora en Al-Ula, por primera vez tuvieron un concierto en vivo con ella en el que «apareció como un holograma con el acompañamiento de una orquesta y adornada con vestidos largos y sueltos como lo había hecho cuando debutando en la década de 1920». Los conciertos de hologramas con ella han sido organizados también por el ministro de Cultura egipcio Inas Abde-Dayem en El Cairo y la Ópera de Dubái.